# Ananij Wołyneć
Ananij Wołyneć, (ukr. Ананій Волинець, ur. 1894 we wsi Karbowka w guberni podolskiej, zm. 14 maja 1941 w Winnicy) – ukraiński wojskowy (pułkownik), antybolszewicki dowódca partyzancki, emigracyjny działacz narodowy.

## Życiorys
Uczył się w szkole cerkiewno-parafialnej i szkole państwowej we wsi Kislak. W 1908 roku ukończył szkołę realną w Hajsynie, zaś w 1916 roku wierchniednieprowską szkołę rolniczą. Od 1917 roku działał w Ukraińskiej Partii Socjalistów-Rewolucjonistów. Pod koniec 1917 roku decyzją Ukraińskiej Centralnej Rady został mianowany zastępcą komisarza powiatowego i naczelnikiem milicji ujezdu hajsyńskiego. W celu obrony miejscowej ludności przed bandami i maruderami zorganizował 5-tysięczne oddziały Wolnego Kozactwa. W październiku 1918 roku sformował w Hajsynie kureń Gwardii Narodowej, który wziął udział w walkach przeciwko wojskom wiernym hetmanowi Pawło Skoropadskiego. Od końca stycznia 1919 roku dowodził 61 Hajsynskim Pułkiem Piechoty im. S. Petlury, na czele którego prowadził walki partyzanckie przeciwko bolszewikom. Latem 1919 roku w stopniu podpułkownika objął dowodzenie 13 Hajsynskiego Pułku Piechoty. W październiku tego roku część pułku przeszła na teren ujezdu hajsynskiego. Stworzył partyzancką Brygadę Hajsynsko-Bracławską, która kontynuowała walkę z oddziałami bolszewickimi. W połowie maja 1920 roku dołączyła ona do sił głównych Armii Czynnej Ukraińskiej Republiki Ludowej. Na pocz. czerwca tego roku włączono ją w skład 7 Dywizji Zaporoskiej. Do jesieni prowadziła ona działania partyzanckie na tyłach wojsk bolszewickich, po czym przydzielono ją do 3 Żelaznej Dywizji Strzeleckiej. Doszedł do stopnia pułkownika. Po internowaniu wraz z wojskami ukraińskimi w Polsce zamieszkał na Wołyniu. W latach 1923–1928 należał do Ukraińskiej Partii Ludowej. Następnie pracował w redakcji pisma „Dzwin”, utrzymując kontakty z ukraińskimi działaczami narodowymi na emigracji. Od 1931 roku wchodził w skład kierownictwa Wołyńskiego Stowarzyszenia Ukraińskiego, zaś od 1938 roku Towarzystwa Kulturalno-Oświatowego „Szkoła Ukraińska”. Po ataku Armii Czerwonej 17 września 1939 roku na Polskę, A. Wołyneć na początku października tego roku został aresztowany przez NKWD. Początkowo wkrótce wypuszczono go na wolność, ale pod koniec stycznia 1940 roku ponownie trafił do aresztu. Po procesie skazano go na karę śmierci wykonaną 14 maja 1941 roku w więzieniu w Winnicy.